# Giorgi Gocholeishvili
Giorgi Gocholeishvili (en géorgien : გიორგი გოჩოლეიშვილი), né le 14 février 2001 à Koutaïssi en Géorgie, est un footballeur international géorgien qui évolue au poste d'arrière droit au Hambourg SV, en prêt du Chakhtar Donetsk.

## Biographie

### En club
Né à Koutaïssi en Géorgie, Giorgi Gocholeishvili est formé par le Saburtalo Tbilissi. Il joue son premier match en professionnel le 13 septembre 2020, lors d'une rencontre de championnat face au FC Merani Tbilissi. Il entre en jeu et les deux équipes se neutralisent (0-0).
Gocholeishvili remporte l'édition 2021 de la coupe de Géorgie, étant titulaire le 8 décembre 2021 contre le FC Samgurali Tskhaltoubo. Son équipe s'impose ce jour-là par un but à zéro.
En janvier 2023, Giorgi Gocholeishvili rejoint le Chakhtar Donetsk. Le transfert est annoncé dès le 29 novembre 2022 et il signe un contrat de cinq ans, soit jusqu'en décembre 2025.
Gocholeishvili inscrit son premier but pour le Chakhtar le 2 avril 2023, lors d'une rencontre de championnat face au Tchornomorets Odessa. Il est titularisé et les deux équipes se neutralisent (2-2 score final).
Le 29 juillet 2024, Giorgi Gocholeishvili rejoint le FC Copenhague sous la forme d'un prêt d'une saison avec option d'achat.
Giorgi Gocholeishvili est de nouveau prêté le 7 août 2025, cette fois-ci au Hambourg SV, tout juste promu en première division allemande. Il s'agit d'un prêt d'une saison avec option d'achat.

### En sélection
En novembre 2022, Giorgi Gocholeishvili est convoqué pour la première fois avec l'équipe nationale de Géorgie par le sélectionneur Willy Sagnol. Il honore sa première sélection lors de ce rassemblement, à l'occasion d'un match face au Maroc le 17 novembre 2022, où il est propulsé directement titulaire. Il joue l'intégralité de la partie et son équipe s'incline par trois buts à zéro,.
Le 22 mai 2024, il fait partie de la liste des 26 joueurs convoqués par Willy Sagnol pour disputer l'Euro 2024.

## Palmarès
Saburtalo Tbilissi
- Coupe de Géorgie (1)
  - Vainqueur : 2021.

 FC Copenhague
- Championnat du Danemark (1) :
  - Champion : 2024-2025.